# Xhosa jezik
Xhosa jezik (isixhosa, xosa, koosa, "kaffer", "kaffir", "caffre", "cafre", "cauzuh"; ISO 639-3: xho), nigersko-kongoanski jezik iz skupine pravih bantu jezika, kojim govori 7.79.,000 u Južnoafričkoj Republici (2006), i oko 18 000 u Lesotu (Johnstone 1993). Etnička grupa Xhosa, koja se koristi ovim jezikom koncentrirana je u provincijama Cape i Transkei u Južnoafričkoj Republici, a ostali u dolinama Sebapala i Tele, i u selima oko Tosinga u Lesotu.
U Južnoafričkoj Republici je jedanod službenih jezika koji se uči ui u osnovnim i srednjim školama, na njemu izlaze i novine te se koristi u radio i TV-programima.
Xhosa govornici uz svoj služe se i jezicima zulu [zul], swati [ssw] ili južni sotho [sot].
.
Pripada centralnoj bantu podskupini Nguni (S.40). Dijalekti: gcaleka, ndlambe, gaika (ncqika), thembu, bomvana, mpondomse (mpondomisi), mpondo, xesibe, rhathabe, bhaca, cele, hlubi, mfengu.

## Vanjske poveznice
- Ethnologue (14th)
- Ethnologue (15th)